# Politisches System Mosambiks
Das politische System von Mosambik ist seit dem Ende des Mosambikanischen Bürgerkrieges demokratisiert, allerdings geprägt durch die Erfahrungen in der portugiesischen Kolonialherrschaft und die Anbindung an den Ostblock zu Zeiten der Volksrepublik Mosambik. Die regelmäßigen Wahlen seit den 90er Jahren werden von unabhängigen Beobachtern als weitgehend frei eingestuft. Allerdings beherrscht die seit der Unabhängigkeit regierende Partei FRELIMO die politische Landschaft nahezu unangefochten und nutzt ihre Möglichkeiten als Dauerregierungspartei auch bei Wahlen zu ihrem Vorteil.
Mosambik ist eine nominell präsidentielle repräsentative und demokratische Republik. Der Präsident von Mosambik ist Staatsoberhaupt und Regierungschef innerhalb eines Mehrparteiensystems. 

## Exekutive
Der Präsident der Republik fungiert als Staatsoberhaupt, Regierungschef, Oberbefehlshaber der Streitkräfte, und als Symbol der nationalen Einheit. Er ist direkt gewählt für eine Amtszeit von fünf Jahren über das sogenannte run- off Voting, wenn kein Kandidat mehr als die Hälfte der abgegebenen Stimmen in der Abstimmung der ersten Runde erhält, und daher eine zweite Runde der Abstimmung stattfinden wird, in denen nur die beiden Kandidaten mit der höchsten Anzahl von Stimmen in der ersten Runde teilnehmen werden; und je nachdem, welcher der Kandidaten die absolute Mehrheit der Stimmen in der zweiten Runde erhält, wird somit zum Präsidenten gewählt. Der Premierminister wird vom Präsidenten ernannt. Seine Funktionen umfassen die Einberufung und den Vorsitz im Ministerrat (Kabinett), er berät den Präsidenten, und bei ihm liegt die Unterstützung des Präsidenten beim Regieren des Landes sowie die Koordination der Aufgaben der anderen Minister.

## Legislative
Die Versammlung der Republik (portugiesisch Assembleia da República) hat 250 Mitglieder, nach dem Verhältniswahlrecht gewählt für eine Amtszeit von fünf Jahren.

## Gerichtliche Niederlassung
Die Justiz und das Justizwesen insgesamt besteht im Groben aus einem Obersten Gerichtshof sowie aus den Provinz-, Kreis- und Amtsgerichten. Die Unabhängigkeit des Justizsystems wird allerdings von der Menschenrechtsorganisation Amnesty International angezweifelt.
Daneben gibt es noch den Tribunal Administrativo, welcher eine Mischung aus Rechnungshof und Verwaltungsgericht ausübt. Seine Aufgaben bestehen darin, die Finanzen des Staates zu überprüfen, kann jedoch auch Bussen aussprechen.

## Verwaltungsgliederung

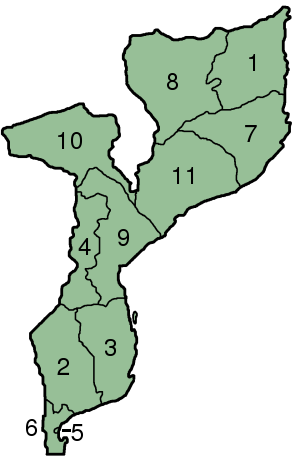
Karte der Provinzen von Mosambik

Mosambik ist in insgesamt 10 Provinzen (portugiesisch Provincias, Singular - provincia) geteilt:
1. Cabo Delgado
2. Gaza
3. Inhambane
4. Manica
5. Maputo-Stadt
6. Maputo
7. Nampula
8. Niassa
9. Sofala
10. Tete
11. Zambezia